# Umberto Notari
Umberto Notari (Bologna, 1878 – Perledo, 17 luglio 1950) è stato un giornalista, scrittore e editore italiano.

## Biografia

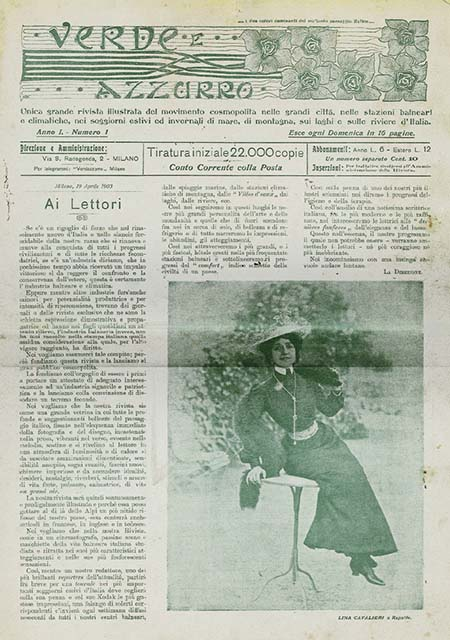
La rivista satirica «Verde e Azzurro», Anno I, N. 1.

Dotato sin dagli anni giovanili di una vivace capacità letteraria, si trasferisce a Milano dove pubblica alcuni articoli che denunciano episodi di corruzione e di malgoverno che attirano l'attenzione di Filippo Tommaso Marinetti, che lo invita a collaborare alla sua rivista “Poesia”. Il Notari condividerà col Marinetti fin dai primi tempi la militanza nel Movimento Futurista, e lo stesso Marinetti firmerà la sua biografia, uscita nel 1936 con il titolo Notari, scrittore nuovo.
Nel 1905 pubblica il romanzo Quelle Signore, che suscitò scalpore e scandalo in quanto trattava apertamente dello scabroso argomento della prostituzione, e per questo venne accusato di “offesa al pudore” e processato (in primo grado a Parma ed in appello a Milano). I processi terminarono entrambi con sentenza assolutoria per l'autore.
L'eco di questa vicenda giudiziaria si rivelò un potente veicolo pubblicitario per il romanzo, la cui nuova edizione del 1906 riporta in appendice il resoconto del processo di Parma e la nuovissima quelli di entrambi i processi, e anche per il suo seguito Femmina, pubblicato nel 1907 (e poi ristampato con il nuovo titolo Treno di lusso), nonché per un'altra opera di Notari dal tono fortemente anticlericale, intitolata Dio contro Dio. Grazie a queste polemiche Quelle Signore divenne in poco tempo un “best seller” ante litteram, raggiungendo con numerose edizioni le 580 000 copie e continuando a venire ristampato fino ai giorni nostri. Dal romanzo il letterato calabrese Filippo Leonetti trasse nel 1908 un libretto d'opera, che venne successivamente musicato da Stanislao Giacomantonio.
Nel frattempo Notari continuava la sua proficua attività di giornalista ed editore, fondando nel 1903 il settimanale satirico «Verde e azzurro», dalla veste grafica di grandi dimensioni ed illustrato da Enrico Sacchetti, che però cesserà le pubblicazioni l'anno seguente.
Reinvestendo gli enormi proventi del romanzo, fonda e dirige la casa editrice "Società Anonima Notari" (dapprima denominata "Amministrazione Notari"), con sede a La Santa (dal 1929 Villasanta), e nel 1911 l′"Istituto Editoriale Italiano", con sede a Milano.
Lo spirito imprenditoriale di Notari fu anche alla base della fondazione dell'agenzia “Le Tre I”, una delle prime società italiane di pubblicità, che commissionò manifesti pubblicitari a noti pittori futuristi tra cui Mario Sironi e Fortunato Depero.
L'attività di Notari al fianco del futurismo continuò a concretizzarsi con la nascita, nel gennaio del 1909, della rivista «La Giovane Italia», dapprima mensile poi settimanale (dal N. 11 di domenica 28 novembre 1909), che però cessò nel 1911. Nel 1910 fu tra i fondatori della “Associazione Italiana di Avanguardia”, per la quale scrisse il saggio Noi.
Il 21 gennaio 1911 fu iniziato in massoneria nella loggia Rienzi di Roma, il 15 maggio 1915 divenne maestro massone.
L'adesione al Fascismo, nel quale confluirono gli avanguardisti, fu la naturale conseguenza ed evoluzione del pensiero politico di Notari, che vi contribuì con la sua attività di editore fondando il quotidiano «L'Ambrosiano».
Notari pubblicò anche saggi di teoria economica e sociale, nella collana «Idee, costumi, passioni del XX Secolo», tra i quali si distingue La donna “tipo tre”, uscito nel 1929, in cui egli osserva acutamente l'emergere di una nuova categoria di personaggio femminile diversa dalle figure tradizionali della moglie/madre e della seduttrice/maliarda, che con l'emancipazione e la maggiore consapevolezza della sua condizione contende all'uomo le sue tradizionali prerogative sociali.
Un'altra iniziativa editoriale di successo, suggerita a Notari dalla moglie Delia, fu la pubblicazione della rivista «La Cucina Italiana», il cui primo numero uscì nelle edicole il 15 dicembre del 1929. Scopo della rivista era non solo quello di divulgare le ricette tradizionali dell'arte culinaria del nostro Paese, ma altresì di incoraggiare cambiamenti dietetici nell'alimentazione popolare proponendo soluzioni gastronomiche molto innovative ma anche economiche, in linea con il regime del tempo. In ogni numero vi erano decine di ricette, proposte per la tavola, regole di galateo vecchie e nuove, nonché ricette personali di scrittori ed artisti intercalate da racconti ed anche poesie. La rivista interruppe le pubblicazioni nel 1943, riprendendole nel 1952 ed è tuttora una delle più autorevoli e diffuse del settore.
Nel 1939 Notari fu tra i firmatari del "Manifesto della razza", preludio all'emanazione delle leggi razziali, e nello stesso anno scrive un saggio intitolato Panegirico della razza italiana.
Sopravvissuto alla II guerra mondiale, fu sottoposto a procedimento di epurazione e si spense nel 1950 nella sua abitazione di Perledo.
Nel 1954 dal suo racconto omonimo venne tratto il film I tre ladri, interpretato da Totò e Gino Bramieri e diretto da Lionello De Felice.

## Opere
- Quelle signore (Scene di una grande città moderna), Milano, Società editrice degli scrittori italiani, 1905 (pp. 150,[14]) (Prima edizione).
- Quelle signore. Scene di una grande città moderna, Nuova edizione con l'aggiunta del resoconto completo del processo, le deposizioni dei periti e le arringhe dei difensori, Milano, Società editrice di giornali illustrati e moderni, 1906 (pp. 259).
- Quelle signore (Scene di una grande città moderna), Nuovissima edizione illustrata dal vero con 40 disegni originali dei pittori Ugo Valeri e Enrico Sacchetti, Milano, Amministrazione Notari, s.d. (pp. 318).
- Femmina. Scene di una grande capitale, Seguito al romanzo «Quelle signore», Milano, Società editoriale milanese, 1907.
- I tre ladri (Mio zio miliardario). Romanzo di costumi ultra-moderni, Illustrazioni di Ugo Valeri, Milano, Amministrazione Notari, 1908.
- Dio contro Dio (Il maiale nero). Documenti e rivelazioni, Milano, 1908.
- Con la mano sinistra. Lettere aperte a Vittorio Emanuele III, Milano, 1908.
- Noi. Etica e dinamica dell'Associazione Italiana di Avanguardia, Milano, 1910.
- Fufù (Un terrorista), Milano, 1910.
- L'ubriaco (commedia in tre atti), Milano, 1915.
- La prima sassata (commedia sarcastica), Milano, 1920.
- Il duello Mussolini Albertini, Milano, Istituto editoriale italiano, [dopo il 1924] senza data.
- Bàsia, ovvero le ragazze allarmanti, Milano, 1928.
- La fatica nuziale, Milano, 1928.
- Il turbante violetto, Milano, 1928.
- Vita dei rosicanti (I celibatari), Milano, 1928.
- Signora "900", Milano, 1929.
- La donna "tipo tre", Milano, 1929.
- Il podestà dagli occhi aperti, Milano, 1930.
- Le due monete, Milano, 1930.
- Meridiano di Roma, Milano, 1930.
- L'elixir di lunga Italia, Milano, 1930.
- Il giocatore di bridge, Milano, 1931.
- Luce dal sud, Milano, 1931.
- Il coltello in bocca, Milano, 1932.
- L'arte di bere, Milano, 1933.
- I leoni e le formiche, Milano, 1933.
- Dichiarazioni alle più belle donne del mondo, Milano, Bompiani, 1933.
- L'arte di fumare, Milano, 1934.
- I pifferi di Ginevra, Milano, 1936.
- Il signor Geremia, Milano, 1936.
- Vieni in Italia con me, Milano, 1937.
- Autarchia contro xenolatria. A che gioco giochiamo?, Milano, 1938.
- Panegirico della razza italiana, Milano, 1939.